# Stéphane N'Guéma
Stéphane N'Guéma (Libreville, 20 de novembro de 1984) é um futebolista profissional gabonense que atua como atacante.

## Carreira
Stéphane N'Guéma fez parte do elenco da Seleção Gabonense de Futebol na Campeonato Africano das Nações de 2012.